# Hermann Ebeling (Journalist)
Hermann Ebeling (* 10. August 1909 in Neuwegersleben; † 25. April 1980 in Dietzenbach) war Pädagoge, Journalist und Hochschullehrer. Er emigrierte 1930 zunächst nach Frankreich und von da aus 1941 in die USA. In den frühen 1950er Jahren gehörte er als amerikanischer Verbindungsmann dem Vorstand des Deutschen Koordinierungsrats der Gesellschaften für Christlich-Jüdische Zusammenarbeit (DKR) an und war 1952 Mitbegründer der Woche der Brüderlichkeit.

## Die Zeit bis 1932
Hermann Ebeling kommt aus einem evangelisch-lutherischen Elternhaus und besuchte von 1916 bis 1923 eine Mittelschule in Hecklingen. Da die Eltern ihren Wohnsitz verlegten, wurde Ebeling ab dem Schuljahr 1923 Schüler der Oberrealschule in Schöningen. Hier legte er im Februar 1930 das Abitur ab.

Im April 1930 begann Ebeling ein erziehungswissenschaftliches Studium an der Technischen Hochschule Braunschweig, aufgrund der Mittellosigkeit seiner Eltern mit einem staatlichen Stipendium. Seine Zeit an der Hochschule und deren Ende beschreibt er in den beiden in den USA verfassten Lebensläufen sehr vorsichtig:

„Seit meiner Jugend interessiere ich mich für politische Probleme, und in Deutschland habe ich mich besonders gegen die Gefahr des Nationalsozialismus gewehrt. Aufgrund meiner politischen Tätigkeit an der ‘Technischen Hochschule’ in Braunschweig, wo ich Mitglied des Studentenparlaments und Vorsitzender der einzigen antifaschistischen Studentengruppe war, nahm mir die durch die Wahlen vom 14. September 1930 eingesetzte NS-Regierung des Landes Braunschweig das Staatsstipendium ab und zwang mich damit, mein Studium im November 1932 endgültig einzustellen.“

Es mag gut sein, dass Ebeling beim Abfassen seines Lebenslaufs schon realisiert hatte, dass es nicht angebracht ist, sich in den USA politisch zu weit links zu verorten, denn bei „der einzigen antifaschistischen Studentengruppe“, deren Vorsitzender er war, handelte es sich um die Sozialistische Studentengruppe Braunschweig. Erst in seinem Lebenslauf von 1975 bekennt er sich zu dieser Mitgliedschaft und auch zu seiner Zugehörigkeit zur SPD, die er wegen „Differenzen […] in Fragen des politischen Kampfes gegen die Nazis“ verlassen hatte, und zur Sozialistischen Arbeiterpartei Deutschlands (SAP).
Mitglied der Sozialistischen Studentengruppe war auch Gretel Fuchs (* 1910), Tochter von Martha Fuchs. Nach dem Tod ihres Vaters war der ebenfalls aus Braunschweig stammende Otto Grotewohl der Vormund für sie und ihre beiden Geschwister. Gretel Fuchs war bei den Kinderfreunden aktiv und hatte 1930 als Absolventin eines Arbeiter-Abiturientenkurses an der Berliner Karl-Marx-Schule das Abitur erworben. Bis 1932 studierte sie Erziehungswissenschaften an der TH Braunschweig, und seit dieser Zeit waren sie und Hermann Ebeling ein Paar – verheiratet seit dem 11. Oktober 1934 –, das die nachfolgenden knapp fünfzig Jahre gemeinsam bestritt.

## Exil in Frankreich und im Saargebiet
Nach seiner Relegation von der Hochschule ging Hermann Ebeling im November 1932 nach Paris, wo er hoffte, als Korrespondent für deutsche Zeitungen zu arbeiten. Dadurch entging er der Gefahr, Opfer der Rieseberg-Morde zu werden, der zehn seiner politischen Freunde aus Braunschweig zum Opfer fielen. „Meine Freundin Gretel Fuchs, später meine Frau, wurde verhaftet und eingesperrt. Nach mir wurde gefahndet. So blieb ich denn in Paris und wurde der erste deutsche Emigrant. Es ist nicht mein Verdienst.“

Die Rieseberg-Morde geschahen am 4. Juli 1933, und bald darauf muss Gretel Fuchs Hermann Ebeling nach Frankreich gefolgt sein. Hermann Ebeling hatte inzwischen Anschluss an einen Kreis junger Linksintellektueller gefunden, stand in Kontakt zu Angelica Balabanova und lernte Simone Weil kennen. Er vertrat zu dieser Zeit die Positionen der SAP und erinnerte sich später an die erste Zeit des Pariser Exils und die sich abzeichnenden Veränderungen innerhalb der Gemeinschaft der Emigranten:

„Vor Hitler bestand in Paris eine überparteiliche sozialistische Gruppe, deren Name meinem Gedächtnis entfallen ist. Ich wurde zu ihrem Vorsitzenden gewählt. Mit zunehmender Massenemigration aus dem Dritten Reich wurde die Gruppe dann schnell strukturell verändert. Mehr und mehr machten sich die Kommunisten darin breit mit ihren dummen Thesen vom Sozialfaschismus und vom bevorstehenden Untergang der Hitlerdiktatur durch eine imminente Revolution der deutschen Arbeiterklasse. Die Gruppe ging daran zugrunde, und das politische Leben der deutschen Emigration spielte sich dann in den Parteien ab.“

Vielleicht waren es diese Erfahrungen, die Hermann Ebeling und Gretel Fuchs im November 1933 bewogen, ins französisch besetzte Saargebiet zu übersiedeln; er selbst sprach von der Chance, dort etwas Geld verdienen zu können. Ebeling konnte vom 3. November 1933 bis zum 1. März 1935 als „Vertretungslehrer an den von Frankreich im Saarland durch den Vertrag von Versailles eröffneten Schulen“, den sogenannten Domanialschulen, unterrichten. In seinem 1941er Lebenslauf bekennt er sich dazu, im Vorfeld der Saarabstimmung für den „status quo“, also für die Beibehaltung des Völkerbund-Mandats und gegen den Anschluss an das Deutsche Reich, propagandistisch tätig gewesen zu sein.
Nach der Saarabstimmung gab es für die Deutschen Emigranten keine Sicherheit mehr im nun deutschen Staatsgebiet. Aus den beiden Lebensläufen und seinem Artikel über Simone Weil ergeben sich folgende Stationen des nachfolgenden Exils:
- Unmittelbar nach der Saarabstimmung Unterbringung in einem Camp d'Hébergement (Internierungslager) in Straßburg.
- Sommer 1935 zusammen mit Gretel Hauslehrer bei Freunden in La Roche sur Yon in der Vendée.
- Anschließend Aufenthalt in Poitiers.
- „Im Sommer 1936 betreuten wir Pariser Arbeiterkinder in einer Sommerkolonie in St. Gile Croix die Vie an der atlantischen Küste und begleiteten sie dann zurück nach Paris. Hier blieben wir, bis uns die Nazis wieder flüchtend in Bewegung setzten.“[8]
In diese Zeit fällt auch seine Mitarbeit an der Zeitschrift der Freien Deutschen Jugend, seit 1936 seine Mitarbeit in der Pariser SAP-Gruppe, seine Tätigkeit als Korrespondent des SAP-Zentralorgans Sozialistischen Arbeiter Zeitung[10], seine Arbeit als Redakteur der Pariser Tageszeitung und seine Mitgliedschaft im Verband deutscher Lehreremigranten.[6]
- Noch vor der erneuten Flucht vor den Nazis unterrichtete er 1939 deutsche, österreichische und tschechoslowakische Flüchtlingskinder im Alter von 17 bis 20 Jahren in Französisch an einer nach Zadoc Kahn benannten Schule in Paris.[11]
- Vom September 1939 bis April 1940 wurde Hermann Ebeling interniert und war danach Prestataire, eine Art ziviler Hilfsdienstleister, beim britischen Expeditionskorps in Frankreich.
- Auch Grete Ebeling musste einige Zeit im Camp de Gurs verbringen[12], vermutlich in der Zeit nach der Besetzung Norwegens durch die deutsche Wehrmacht, also nach dem 9. April 1940.[13] Durch einen glücklichen Zufall trafen sie und ihr inzwischen wieder in Freiheit befindlicher Mann noch während ihrer Internierung wieder zusammen und begaben sich nach Marseille.[12] Hier arbeiteten sie dann bis zu ihrer Ausreise aus Frankreich gegen Kost und Logis in der von den Quäkern betriebenen Kinderkolonie in Les Caillols (12. Arrondissement (Marseille)).

Die volle Breite des Emigrantenschicksals entfaltet sich aber erst in einem Interview, das Hermann Schnorbach am 4. März 1977 mit Hermann und Grete Ebeling führte.

„Grete und Hermann Ebeling […] wurden nach der Flucht aus dem Saarland 1935 […] in mehreren französíschen Flüchtlingslagern interniert. Im ersten Lager in Strasbourg machten sie eine Schule und einen Kindergarten auf. Nach der Verlegung nach Ostfrankreich, nach La Roche sur Yon, bemühten sie sich um Kontakte zum örtlichen Lehrerseminar, von dessen Existenz sie zufällig erfuhren. Auf gemeinsame Initiative hin richtete man wiederum eine Schule und ein Kinderheim im Lager ein, mit dessen Leitung Ebelings betraut wurden. Nebenbei kümmerten sich die französischen Lehrer sehr um sie. Als in Frankreich die großen Schulferien begannen, wurden sie von einem von früheren Zeiten her befreundeten Pariser Schuldirektor in dessen Landhaus eingeladen und offiziell als Hauslehrer angestellt. Damit entkamen sie dem Lager. Nach dem Ferienende, als ihre Gastgeber nach Paris zurückkehrten, klapperte Hermann Ebeling mit dem Fahrrad in der nahegelegenen Stadt Poitiers alles ab, was irgendwie Arbeit zu vergeben hätte. Und siehe da, eine Kaffeebrennerei, Café Montou, hat ihn tatsächlich eingestellt. Hermann Ebeling arbeitete dort bis zur Entlassung wegen eines Krachs als Buchhalter. Danach lebten sie vom Verkaufen von Hinterglasmalereien ihres Wohnungsnachbarn und vom fliegenden Handel mit Krawatten und Damen- und Herrenunterwäsche. Grete Ebeling besorgte den Nachschub, Hermann Ebeling zog von Schule zu Schule und von Lehrerversammlung zu Lehrerversammlung und bot seine Wäsche an, bisweilen auch auf dem Marktplatz. ‚Ich muß allerdings auch sagen, daß die Lehrer dort außergewöhnlich liebenswürdig waren. Ja, solidarisch waren. Da haben sie einfach aus Solidarîtät gekauft.‘ Später in Paris arbeitete Frau Ebeling als Putzfrau in dem vegetaríschen Restaurant des ISK, Herr Ebelíng arbeitete als Korrektor bei der deutschen Emigrantenzeitung ‘Pariser Tageszeitung’, für die SAP-Presse verfaßte er Artikel über Jugendfragen.“

Bei diesem „vegetarischen Restaurant des ISK“ handelte es sich um das von Erich Lewinski und seiner Frau Hertha betriebene „Restaurant Végétarien des Boulevards (d’aprés Bircher-Benner) 28 Boulevard Poissonniére“, mit dessen Einnahmen vielen Emigrantinnen der Lebensunterhalt gesichert und zur Finanzierung der politischen Arbeit im Exil beigetragen wurde. Hier arbeite zeitweilig auch Marta Rodenstein, die Frau von Heinrich Rodenstein.

### Adoptiveltern in schwierigen Zeiten
In seinem 1941er Lebenslauf, also kurz nach der Einreise in die USA, betont Hermann Ebeling sein Interesse an „modernen politischen Jugendproblemen“: „Mein besonderes Interesse gilt den modernen politischen Jugendproblemen. Nach 1933 habe ich mich speziell mit den neuen Ideen und Methoden der Jugendbildung in Deutschland beschäftigt, verschiedene Artikel zu dieser Frage in aktuellen Zeitungen veröffentlicht und die Zeitschrift ‘Freie Deutsche Jugend’ in Paris herausgegeben. Ich interessiere mich ebenfalls für die Erziehung von behinderten Kindern.“
Was in diesem Zitat aufhorchen lässt, ist der letzte Satz, die Betonung des Interesses an der „Erziehung von behinderten Kindern“. Einen erkennbaren Bezug zu dieser Thematik gab es in seinem bisherigen Leben nicht, auch nicht in seinen schulischen Aktivitäten. Der Schlüssel zu diesem Interesse erschließt sich aus den persönlichen Erinnerungen von Gretel Ebeling.
1939, nach dem Ausbruch des Zweiten Weltkriegs, Hermann Ebeling befand sich bereits im Internierungslager, erschien bei Gretel Ebeling ein ihr völlig unbekannter deutscher Mann, ein Jude, der ihr erklärte, dass er und seine Frau verschwinden müssten. Das Problem: Sie hätten ein spastisch gelähmtes Kind und bräuchten jemand, der sich darum kümmere.
Gretel Ebeling ließ sich trotz ihrer eigenen unsicheren Situation überreden. Ihr internierter Mann, dem sie das per Brief mitteilte, war davon nicht begeistert, doch das Kind, ein Mädchen, dessen Name Gretel Ebeling nicht erwähnte, bei dem es sich aber nach Hermann Ebelings Lebenslauf von 1941 um Jeanne Tugendtrajch, geboren am 5. Januar 1939 in Paris, handelte, war nun mal da. Kurz darauf musste Gretel Ebeling ins Camp de Gurs, und sie übergab das Kind jemand anderem in Obhut.

Nach ihrer Entlassung aus Gurs und der Wiedervereinigung mit ihrem Mann fanden sie in Marseille auch das Kind wieder. Sie konnten den amerikanischen Konsul überzeugen, auch für das Kind ein Visum zu erteilen und reisten mit ihm über Spanien und Portugal in die USA. Wenige Monate nach der Ankunft dort wurde es zum ersten Mal operiert.

„Sie hat viele Operationen hinter sich. Es hat ihr geholfen, aber nicht richtig zum Laufen. Heute ist das Kind, was damals ein Jahr war, 45 geworden, ist jetzt hier in Deutschland mit mir und ist jetzt in einer orthopädischen Anstalt, weil ich nicht mehr so viel Kraft habe, das alles zu machen und wir besuchen uns. Sie hat unseren Namen angenommen, ist auch regelrecht adoptiert. Also, es ist ganz legal alles gemacht worden. Sie gehört seit 44 Jahren zu unserer Familie. Und mit dem Kind sind wir also durch die ganze Welt gereist. Das ist ein jüdisches Kind, und für uns war das ganz selbstverständlich, das war ganz unwichtig.“

## Emigration in die USA
Nach der Darstellung von Gretel Ebeling haben sie nur durch einen Zufall davon erfahren, dass ihre Namen auf einer Liste standen, die im amerikanischen Konsulat aushing und ihnen Visa für die USA garantierte. Auf wessen Veranlassung das geschehen war, bleibt unklar; sie spricht von einer Liste besonders gefährdeter Deutscher, die auf Veranlassung eines von amerikanischen Kirchen und Gewerkschaften gemeinsam betriebenen Komitees zusammengestellt worden sei. Hermann Ebeling erwähnt in seinem Lebenslauf ein „emergency rescue visa“, was vermuten lässt, dass die Ebelings Unterstützung durch das Emergency Rescue Committee erhielten. Was folgte, war der übliche und beschwerliche Weg über Spanien nach Portugal, wo sie von Lissabon aus die Überfahrt antraten. Am 3. Juni 1941 erreichten sie an Bord der Nyassa New York.
Der Start ins neue Leben begann mit Unterstützung der unitarischen Hilfsorganisation Unitarian Service Committee und der Quäker. Letztere brachten die Ebelings ins Haverford College, wo sie zunächst einmal mit den US-amerikanischen Sitten und Gebräuchen vertraut gemacht wurden. Ihr Englischlehrer dort war Christopher Isherwood. Nach dem Überfall der Japaner auf Pearl Harbor am 7. Dezember 1941 wurden die Ebelings als Enemy Aliens eingestuft, hatten aber dennoch Glück. Sie fanden eine Anstellung in einem Slum-Viertel von Philadelphia. In einem Quäker-Settlement betreute Hermann Ebeling vorwiegend schwarze Jugendliche im Alter zwischen 14 und 20 Jahren, Gretel Ebeling kümmerte sich um die Kinder im Kindergartenalter. Sie konnten dort auch umsonst wohnen und essen, erhielten als Entlohnung aber nur einen symbolischen Betrag, da man ihnen vorhielt, über keine amerikanischen Erziehungserfahrungen zu verfügen. Nebenbei studierte Hermann Ebeling seit dem Wintersemester 1941/42 Social Groupwork an der Temple University in Philadelphia.
Die wirtschaftliche Situation der Ebelings besserte sich etwas, als Hermann Ebeling das Angebot erhielt, in einem Boys Club in einem anderen Teil von Philadelphia zu arbeiten. Auch hier arbeitete er in den Slums, diesmal vorwiegend mit irisch- und italienisch stämmigen Jugendlichen. Anfang 1943 wurde Hermann Ebeling zur US Army eingezogen, jedoch nicht zu einer kämpfenden Einheit, und er traf hier auf Golo Mann. Mit seinem Eintritt in die US Army entfiel auch sein Status als Enemy Alien.
Von 1943 bis 1946 leistete Hermann Ebeling Militärdienst – zunächst im Rang eines Private, schließlich als Capitain. Seine Einheit, die zum Office of Strategic Services gehörte, war damit beauftragt, bei Kriegsende in Europa Überlebende aus den Konzentrationslagern ausfindig zu machen, die auf amerikanischen Suchlisten standen. Im Zuge dieser Ermittlungen kam er auch erstmals wieder nach Braunschweig und erfuhr vom Schicksal seiner Schwiegermutter Martha Fuchs, die das Konzentrationslager Ravensbrück und einen Todesmarsch überlebt und über Berlin nach Braunschweig zurückgefunden hatte. Dank seiner militärischen Stellung war es Hermann Ebeling möglich, seine Schwiegermutter für einen sechswöchigen Erholungsaufenthalt in die Schweiz zu bringen. Während dieses Aufenthalts in der Schweiz im Oktober 1945 schrieb Martha Fuchs ihre Erinnerungen an ihre Lagerhaft nieder und übersandte ihre Niederschrift an ihre in New York lebende Tochter Grete.

## Kritische Begleitung des Wiederaufbaus in Westdeutschland
Hermann Ebeling beendete 1946 seinen Militärdienst und kehrte in die USA zurück – allerdings nur für kurze Zeit. Als Assistant Director der des Unitarian Service Committee (USC) reiste er am 27. August 1946 wieder nach Deutschland, um dort Hilfsaktionen zu organisieren und arbeitete als USC-Vertreter im CRALOG mit, dem Council of Relief Agencies Licensed to Operate in Germany. Als dessen Repräsentant („Hermann Ebeling - Représentant du CRALOG auprès du Gouvernement Militaire“) koordinierte er von Mainz aus die Arbeiten in dem zur französisch besetzten Zone gehörenden Rheinhessen, vier weitere CRALOG-Repräsentanten waren für die anderen Distrikte der französischen Besatzungszone zuständig. Im Nachlass im Bundesarchiv in Koblenz befinden sich Kopien von Ebelings umfangreichem Schriftwechsel aus dieser Zeit, die zeigen, dass er seine Möglichkeiten auch stark dafür nutzte, frühere Kontakte wiederzubeleben und neue zu knüpfen. Viele Briefe drehen sich um Unterstützungsmaßnahmen (CARE-Pakete) und Hilfen für Bekannte oder Bekannte von Bekannten, darunter auch für Genossen aus der Braunschweiger Zeit. Ein paar Beispiele:
- Er korrespondierte und war gut befreundet mit der Schriftstellerin Erna Sternberg, geborene von Pustau (1903–1969)[28], der zweiten Frau von Fritz Sternberg[29] Erna von Pustaus bekanntestes Werk ist das zusammen mit Pearl S. Buck verfasste Buch How it happens. Talk about the German people 1914-1933[30]
- Schriftliche Kontakte bestanden unter anderem zu Alexander Mitscherlich, Leo Regener, dem in die USA emigrierten Hermann Kristeller[31], den er bei der Geltendmachung von Restitutionsansprüchen in Worms unterstützte, Heinrich Galm, Pfarrer Kurt Müller in Stuttgart[32] und Paul Wilhelm Massing.
Mitscherlich sandte ihm am 23. Mai 1947 ein Konzept für eine Jugendsiedlung zu, in der verwahrloste Jugendliche betreut und resozialisiert werden sollen. Er lud Ebeling zur Gründungstagung eines gleichnamigen Vereins nach Heidelberg ein. Am 6. Juni 1947 antwortete Ebeling und zeigte sich interessiert, verwies aber auf seine baldige Abreise in die USA.
- In einem am 20. Mai 1947 in Kassel geschriebenen Brief bedankte sich Erich Lewinski, den Ebeling spätestens seit der gemeinsamen Pariser Jahre kannte (siehe oben), bei dem „lieben Hermann“ für dessen Hilfe und berichtete von einem Besuch Arkadij Gurlands, der „für ein project in Deutschland ist“. Bereits am 23. Mai 1947 berichtete dann Ebeling seiner Frau Grete ausführlich von einem Treffen mit Gurland, der abreiste, weil er am 1. Juli in Washington sein musste. Über Gurland, der Kontakt zu dem Braunschweiger Kreis um Heinrich Rodenstein hatte, schrieb Ebeling: „Ich habe den Eindruck, dass Gurland furchtbar gerne nach Deutschland gehen würde, wenn er nur einen einigermassen gutbezahlten (d. h. in Dollars) Job finden könnte. Er wird Dich besuchen, falls er früher zurückkehren sollte als ich.“

Bei all diesen Aktivitäten blieb offenbar Zeit genug, auch die angenehmen Seiten des Lebens zu genießen. In Ebelings Korrespondenz finden sich unzählige Bestellungen von und Rechnungen für Wein. Lieferant war fast ausschließlich das Oppenheimer Weingut Ernst Jungkenn, das später auch zu den Lieferanten der Bundesregierung gehörte.
Hermann Ebeling war in diesen Nachkriegszeiten publizistisch sehr aktiv, vielfach auch unter dem Pseudonym Henry Wilde. Artikel von ihm erschienen unter anderem in der Sonntagspost. Das Sonntagsblatt des Deutschtums in Amerika. In der Ausgabe vom 8. Dezember 1946 wird er als „Sonderkorrespondent Henry Wilde“ bezeichnet. Der Artikel ist eine scharfe Auseinandersetzung mit der französischen Deutschlandpolitik und den französischen Versuchen, eine „europäische Vormachtstellung und weltpolitische Bedeutung“ zu gewinnen. Für Wilde verbirgt sich dahinter „ein negativer, niederreißender Geist“, der nicht dazu führe, „Deutschland wieder eine wirtschaftliche und letztlich auch eine politische Chance“ zu geben.
Ein früherer Artikel, vermutlich aus dem Januar 1946 und ebenfalls aus dem Sonntagsblatt, befasst sich mit dem Tod von 34 Deutschen auf einem Flüchtlingstransport. Auch wenn es im Untertitel heißt, „Russische und polnische Behörden wetteifern mit den Nazis in Grausamkeit“, wird über den aktuellen Fall hinaus auf den Umgang aller Alliierten mit den deutschen Gefangenen eingegangen und ebenso das Verhalten der drei westlichen Mächte kritisiert. „Von allen Besatzungsmächten hat keiner eine weisse Weste. Alle haben sich mehr oder minder an Taten beteiligt, die nicht weit von der Nürnberger Definition des 'Verbrechens gegen die Menschlichkeit' entfernt sind.“

Ein dritter, völlig undatierter Artikel ist eine Replik. Er versteht sich als „Antwort an viele Leser“, die sich zu früheren Artikeln von Ebeling/Wilde geäußert haben. Er wehrt sich vor allem gegen den Vorwurf, das Schicksal der Deutschen in der Sowjetischen Besatzungszone nicht oder unzureichend behandelt zu haben und zitiert sich dazu vielfach selber mit Auszügen aus einem Artikel im Sonntagsblatt vom 25. Juni ohne Jahresangabe.

„Eines der schwächsten Glieder in der drückenden Kette der Gewaltherrschaft Sowjetrusslands ist der Osten Deutschlands … In dem unglücklichen Teil Deutschlands östlich der Elbe leben deutsche Männer und Frauen, die den Kommunismus genau so hassen wie die Berliner oder ihre Landsleute westlich des Stromes. Sie haben denselben Wunsch, frei zu sein in einem unabhängigen und ungeteilten Deutschland. Wenn sie auch heute mit der Stummheit des Terrors geschlagen sind, warum sollte ihre innere Haltung sich von der ihrer rheinischen, hessischen oder niedersächsischen Brüder und Schwestern unterscheiden? Und die schwächste Stelle im schwächsten Glied ist die Oder-Neisse-Frage. […] Im Potsdamer Abkommen der Siegerwillkür wurden deutsche Gebiet aufgeteilt, abgetrennt, unter fremde Verwaltungen gestellt und Millionen Menschen wurden des Landes verwiesen. Niemand stellte die Frage nach dem REcht. Wo blieb der Aufschrei des beleidigten Weltgewissens? Wo blieb – und bleibt – der amerikanische Protest gegen die als Folge von Potsdam begangenen Greuel und Verbrechen gegen die Menschlichkeit?“

Das Potsdamer Abkommen ist für ihn ein Diktat, Deutschland vereint in den Grenzen von 1936 und frei von der Sowjetherrschaft sein Ziel. Skeptisch bleibt er allerdings hinsichtlich einer Wiederbewaffnung. Aber deshalb Krieg? „Grundsätzlich bin ich der Meinung, dass aus der verständlichen Furcht von einem tragischen Bruderkrieg kein Verzicht auf die Forderung nach Freiheit abgeleitet werden kann. Es wäre für uns deutschgeborenen Amerikaner tragisch und schmerzlich, an einem Kriege gegen unsere alte Heimat teilnehmen zu müssen. Wir aber kämpften nicht gegen die Deutschen, sondern gegen ein System, von dem auch die Deutschen befreit werden mussten.“ Diese „tragische und schmerzliche Situation“ könnte aber erneut eintreten, wenn – ausgehend von Ostdeutschland – „die Sowjetunion den Krieg vom Zaune bricht, indirekt möglicherweise wie in Korea“. Doch: „Wir alle wünschen, dass wir in einer Zeit lebten, die weniger von schmerzlichen und tragischen Problemen schwanger wäre.“ Abschließend verspricht er, sich demnächst mit einem Problem beschäftigen zu wollen, „das jedem von uns hin und wieder begegnet ist. Der verständliche Widerwille der Deutschen gegen neue militärische Abenteuer wird als Feigheit … oder Undankbarkeit ausgelegt, obwohl man noch vor kurzem sich in moralischen Entrüstungen über den unausrottbaren deutschen Militarismus gefiel.“
Hermann Ebeling/Henry Wilde war in diesen Nachkriegsjahren nicht nur in der deutschsprachigen amerikanischen Presse aktiv, sondern auch in der Emigrantenpresse, so vor allem in der in Argentinien erscheinenden Zeitschrift Das Andere Deutschland (La Otra Alemania). In der Ausgabe 134 vom 15. Januar 1947 erscheint dort ein Artikel „von unserem Sonderkorrespondenten Henry Wilde“: Rund um die französische Zone. In ihm beschreibt er ausführlich die soziale Lage innerhalb der Besatzungszone und verdeutlicht die Unterschiede zwischen der relativ wenig zerstörten Südzone um Freiburg, Baden-Baden und dem Schwarzwald und den katastrophalen Zuständen in der Nordzone, den industriellen Ballungsräumen zwischen Ludwigshafen und Koblenz.
Eine Kuriosität erfolgt in der Ausgabe 136 der La Otra Alemania vom 15. Februar 1947. Sie enthält, ohne dass eine Beziehung zwischen den beiden Autoren hergestellt wird, einen Artikel von Henry Wilde (Verbrechen gegen die Menschlichkeit – Aber nicht von Nazis) und von Herrmann-Ebeling-Frankfurt: Deutsche Antifaschistische Kaempfer. Die Redaktion kündigt diesen Obertitel als Rubrik an, unter der in den nächsten Ausgaben „einige Skizzen unseres Mitarbeiters Hermann Ebeling über Kampf und Opfer unbekannter proletarischer Kämpfer der deutschen Widerstandsbewegung“ veröffentlicht werden sollen. Ebelings erster Beitrag gilt dem Widerstandskämpfer und Buchenwald-Häftling Max Meyer aus Kassel, während er als Henry Wilde über die unmenschlichen Bedingungen bei den Flüchtlingstransporten aus dem Osten schreibt, bei denen viele Zivilisten nach tagelangen Fahrten in Güterwaggons und bei Temperaturen weit unter Nullgrad zu Tode kamen. Er brandmarkt aber ebenso die Praxis der Gefangenenrücktransporte im Westen, besonders die aus Frankreich, die unter vergleichbaren menschenrechtswidrigen Umständen stattfinden würden und er beklagt die unverständlich lange Internierung der antifaschistischen Kriegsgefangenen aus dem Strafbataillon 999. Sein Fazit: „Es bleibt bestehen, dass die Rechtsauffassung jener, die als Besatzungsmacht in Deutschland auftreten, weit von der Rechtlichkeit entfernt sind, die zumindest in Amerika, England und Frankreich als eine Vorbedingung der Zivilisation und des Rechtsstaates angesehen werden.“
Hermann Ebeling blieb auch später noch in eigenen Artikeln und Leserbriefen ein kritischer Beobachter der alliierten Deutschlandpolitik und warnte davor, „daß wir uns, verleitet durch berechtigte Entrüstung und Empörung über unmenschliche Vergehen des Hitlerregimes, selbst auf die moralische Ebene dessen herabgelassen haben, was wir so scharf verurteilt und bestraft haben.“ Diese Gefahr sieht er vor allem in der Akzeptanz der Teilung Deutschlands gegeben und der damit einhergehenden Vertreibung von Millionen Deutscher aus ihrer Heimat. Als Ebeling dies schrieb, befand er sich allerdings schon nicht mehr in Deutschland. Sein Einsatz dort endete 1947, worüber sein Final Report on Mission in Germany for the USC vom September 1947 Auskunft gibt. In den USA wirkte er dann noch bis 1949 als Assistant Director der des USC.

## Christlich-Jüdische Zusammenarbeit
In seinem Lebenslauf von 1975 bezeichnete sich Ebeling für die Zeit ab 1950 als einer der Direktoren der National Conference of Christians and Jews (NCCJ). Der NCCJ, der sich seit 1998 National Conference for Community and Justice nennt, ist eine Organisation, deren Geschichte in die Mitte der 1920er Jahre in den USA zurückreicht. Die NCCJ war eine Organisation, die 1927 als Reaktion auf den im Land aufkommenden rassistischen Nationalismus gegründet wurde, und zwar speziell als Reaktion auf den antikatholischen religiösen Fanatismus, der sich damals in der nationalen Politik ausbreitete, als der katholische Politiker Al Smith Kandidat der Demokratischen Partei für die Präsidentschaft kandidierte.
Im Vorfeld dieser Präsidentschaftswahl des Jahres 1928, die Al Smith verlor, konstituierte sich 1927 die NCCJ. Zu ihren Gründern zählten Jane Addams, Charles Evans Hughes und Benjamin N. Cardozo. Ihr Ziel sei es gewesen, die unterschiedlichsten Menschen zusammenzubringen, um interreligiöse Spaltungen, Rassenprobleme und soziale und wirtschaftliche Barrieren zwischen Menschen verschiedener Glaubensrichtungen, Kulturen und Ethnien zu überwinden. Ein weiteres Gründungsmitglied war Everett R. Clinchy (* 1896 – † 1986), der von 1928 bis 1958 der NCCJ als Präsident vorstand. Anfang der 1930er Jahre gehörte Clinchy zum The Tolerance Trio, das sich in den USA für die Einführung einer Woche der Brüderlichkeit einsetzte. Diese Idee fand den Gefallen von Präsident Franklin D. Roosevelt, der im Jahr 1934 eine offizielle Erklärung zur National Brotherhood Week abgab. Fortan wurde dies Woche jährlich begangen.

Nach dem Ende des Zweiten Weltkriegs begannen die USA damit, die durch den NCCJ vertretenen Ideen auch in Deutschland zu etablieren – nach Werner Jochmann auch als Reaktion darauf, dass „die Amerikaner mit der Entnazifizierung- und Umerziehungspolitik in ihrer Besatzungszone gescheitert waren“. Und Josef Fotschepoth konstatiert: „Die Gründung christlich-jüdischer Gesellschaften erfolgte auf amerikanische Initiative hin und war Bestandteil des Demokratisierungskonzepts der amerikanischen Besatzungsmacht in Deutschland.“ In welchen ideologischen Bahnen sich dies bewegte, verdeutlicht er am Beispiel einer Erklärung von Harry S. Truman, der 1951 den Ehrenvorsitz für die amerikanische Woche der Brüderlichkeit übernommen hatte:

„Das Überleben der Freiheit in unserer Welt hängt von der Fähigkeit der freien Menschen ab, sich auf ein gemeinsames Programm zur Unterstützung der demokratischen Einrichtungen zu einigen, die die Freiheit fördern und erhalten. Dieses gemeinsame Programm erfordert gleichzeitig die Entwicklung unseres militärischen Potentials und die Stärkung unserer wirtschaftlichen Einrichtungen. Um diese Anstrengungen im Interesse der Freiheit steuern zu können, müssen wir unsere überlegene moralische Position behaupten, die uns in unserem gemeinsamen Anliegen verbindet.“

In Deutschland fiel die Idee der christlich-jüdischen Zusammenarbeit bei einem „fast ausschließlich aus Kreisen des mittleren bis gehobenen Bürgertums“ auf fruchtbaren Boden. Doch es regte sich bald auch Widerstand, vor allem aufgrund der stark zentralistisch ausgerichteten und wenig demokratisch legitimierten Organisationsstrukturen, mit denen die NCCJ-Verbindungsleute ihre Vorstellungen in Deutschland durchsetzen wollten. Seit 1948 war dies „der methodistische Pfarrer Carl F. Zietlow als einer der langjährigen Direktoren der North Central Region des NCCJ“. Als dieser 1951 in die USA zurückkehrte, wurde Hermann Ebeling im Oktober 1951 dessen Nachfolger und übernahm „auf Bitten des Vorstands des Deutschen Koordinierungsrats […] die Aufgabe, die erste bundesweite Woche der Brüderlichkeit vorzubereiten und zu koordinieren“. Ebeling blieb bis April 1954 amerikanischer Verbindungsmann im Vorstand des DKR in Bad Nauheim.
Wie groß Ebelings Anteil am Zustandekommen dieser ersten deutschlandweiten Woche der Brüderlichkeit war, lässt Foschepoth offen, aber er sieht ihn „stärker noch als seinen Vorgänger von der Idee der Weltbrüderlichkeit denn der bloßen Zusammenarbeit von Christen und Juden durchdrungen“, und die Veranstaltung in 19 bundesrepublikanischen Städten wurde zu einem Erfolg, der auch Bundespräsident Theodor Heuss seine Reverenz erwies. Ebeling ging es mit den Veranstaltungen vor allem auch darum, ein „moralische[s] Klima [zu] schaffen, das einer Werbe- und Ausdehnungsarbeit günstig ist“, doch mehrten sich nach dieser ersten bundesweiten Woche der Brüderlichkeit auch die Stimmen unter den lokalen Gesellschaften für Christlich-Jüdische Zusammenarbeit, die sich kritisch mit dem NCCJ und dem amerikanischen Brotherhood-Konzept, das sich als amerikanische Propaganda im Kalten Krieg instrumentalisieren ließ, auseinandersetzten. Ebelings Rolle in diesen Auseinandersetzungen ist unklar, aber 1956 erhielt er für seine Verdienste um die Woche der Brüderlichkeit das Bundesverdienstkreuz am Bande verliehen.
Die Folgejahre führten zu einer Lockerung der Bindungen an das NCCJ und die World-Brotherhood-Organisation. Die finanzielle Unterstützung der Amerikaner endete 1952, und der DKR wurde von da an aus Mitteln des Bundes gefördert. Hermann Ebeling kehrte 1955/1956 in die USA zurück. In den Jahren zuvor hatte er im Christian Verlag, der Knud Knudsen gehörte, „dem Literarischen Direktor und ersten Geschäftsführer des Deutschen Koordinierungsrats“, einige Schriften publiziert und übersetzt, die sich mit den Themen menschliche Beziehungen, Menschenrechte oder Brüderlichkeit befassten (siehe: Werke).
Hermann Ebeling, der über kein abgeschlossenes Studium verfügte, scheint seine für den NCCJ in Deutschland verbrachten Jahre auch für seine persönliche Weiterbildung genutzt zu haben. David Hyatt schrieb 1974, Ebeling habe von 1951 bis 1955 an der Frankfurter Universität Sozialwissenschaften studiert, allerdings ohne Abschluss.

## Neue Aufgaben in den USA
Hermann Ebeling blieb nach seiner Rückkehr in die USA noch bis zum Dezember 1974 Direktor des NCCJ. Daneben wurden Human Relations (HR) zu seinem Spezialgebiet und beruflichem Betätigungsfeld. Er unterrichtete HR in Kursen für Schulen, Kirchen, Jugendliche und Polizisten und leitete seit 1962 Sommerkurse für Polizisten und Erzieher („Police and Commnity Relations“) an der privaten Adelphi University auf Long Island. Von dieser Universität wurde Ebeling zum „Adjunct Professor of Human Relations“ ernannt, eigentlich ein Titel für Lehrbeauftragte und Privatdozenten, was ihn aber später nicht hinderte, sich als Professor zu bezeichnen oder sich bezeichnen zu lassen.
Als Dozent an den Polizeiakademien für die New Yorker Distrikte Nassau County und Suffolk County hielt er Kurse zum Abbau der Spannungen zwischen Polizei und Minderheiten und über Fragen der Berufsethik („Police-Community Dialogues“, „Ethical Awareness Workshops“). Daneben war er mit Vorträgen und Ansprachen unterwegs, die sich vorwiegend mit Erziehungsfragen beschäftigten. Für amerikanische Fernsehstationen entwickelte und produzierte er 52 Halbstundenprogramme über Human-Relations-Probleme. Er selber bezeichnet sich als „Spezialist für 'the workshop way of learning' und Sokratische Lehrmethoden“.
In seinem schon mehrfach zitierten Brief vom März 1974 ging es David Hyatt darum für Hermann Ebeling, vermutlich im Zusammenhang mit dessen Ausscheiden aus dem Dienst des NCCJ, eine Ehrung zu arrangieren. Der ihm befreundete Adressat seines Briefes, Allyn Robinson, war der Präsident des 2016 geschlossenen privaten Dowling College, und Hyatt schlug ihm vor, Ebeling die Doktorwürde zu verleihen: „Ich kenne keinen Mann, der gebildeter, begabter oder würdiger ist für die Ehre eines Doktortitels. Ich hoffe, dein Komitee wird die Vorzüge einer solchen Ehre für einen Mann sehen, der zwar bescheiden im Reichtum ist, aber einen wichtigen Beitrag zu besseren menschlichen Beziehungen nicht nur in den USA, sondern in der ganzen Welt geleistet hat.“
Das Dowling College folgte Hyatts Bitte und ernannte Hermann Ebeling am 26. Mai 1974 ehrenhalber zum Doctor of Humane Letters. An Weihnachten 1974 kehrte er zusammen mit seiner Frau und der Adoptivtochter nach Deutschland zurück.

## Zurück in Deutschland
Warum die Ebelings nach Deutschland zurückkehrten, ist ebenso ungeklärt wie die Wahl ihres Wohnsitzes in Dietzenbach. Und dass er „bescheiden im Reichtum ist“, wie Hyatt schrieb, muss sich schnell bemerkbar gemacht haben. Sein vielfach schon zitierter Lebenslauf aus dem Januar 1975, dessen Briefkopf ihn bewusst als Adjunct Professor und Honorary Doctor of Human Letters ausweist, diente dazu, dem Sechsundsechzigjährigen noch einmal zu einem beruflichen Neustart in Deutschland zu verhelfen. Ein Abschnitt ist dem gewidmet, was er sich für seinen neuen Lebensabschnitt erhoffte: „Einbeziehung in Human-Relations-Bestrebungen, zum Beispiel Teilnahme an oder Leitung von Konferenzen, Tagungen, Arbeitsgemeinschaften durch Akademien, Tagungsstätten und -zentren, Privatorganisationen, Berufs- und Wirtschaftsverbände, Behörden usw.; ist ferner auf Vortragstätigkeit vor allem (und zunächst) über amerikanische Probleme vorbereitet; möchte sich schriftstellerisch und publizistisch betätigen; sucht nach Arbeitsmöglichkeiten mit festerer Bindung (Friedens- und Konfliktforschung, Lehrtätigkeit, Sachbearbeitung von internationalen Problemen religiöser und sozialer Art, Human Relations usw.). Konsultation und Planung von Human-Relations-Projekten.“ Die materielle Not dahinter und das Scheitern dieser Hoffnungen beschreibt Heinrich Sülzer dreieinhalb Jahre später: „Nach seiner Pensionierung – beide beziehen eine Rente aus den USA und sind von der Dollar-Abwertung stark betroffen – hoffte er seine Fähigkeiten auch in Deutschland anbieten zu können. Anscheinend besteht aber hier kein großer Bedarf an seinem Wissen, denn bislang wartet er immer noch auf Angebote.“
Es blieben Brosamen, viele Leserbriefe und die Zusage von Horst Köpke, dem damaligen Feuilleton-Chef der Frankfurter Rundschau (FR), auf Honorarbasis für die FR schreiben zu können. Er ließ sich dadurch jedoch nicht abhalten, sich wieder politisch zu engagieren. Bereits am 2. Januar 1975 hatte der mit den Ebelings befreundete Heinrich L. Bode dem SPD-Unterbezirk Offenbach-Land das „Wiederaufleben der SPD-Mitgliedschaft u. Anrechnung der Ersatzzeiten des Genossen Prof. Dr. Herm. Ebeling“ avisiert.
Und ebenfalls noch im Januar 1975 setzte Ebeling sich in einem sechsseitigen Manuskript, von dem es sich nicht sagen lässt, ob es je veröffentlicht wurde, mit Heinrich Böll auseinander. Dieser hatte am 8. März 1970 im Kölner Gürzenich die Ansprache zur Eröffnung der Woche der Brüderlichkeit gehalten, die später in einem Buch veröffentlicht wurde, das Ebeling Weihnachten 1974 in die Finger bekam. „Als erstes Buch, nachdem ich nach über vierzigjähriger Emigration endlich und endgültig in die 'alte Heimat' zurückgekehrt bin, landete Heinrich Bölls Schwierigkeiten mit der Brüderlichkeit auf dem Weihnachtstisch. Ich stutzte - dies betraf mich. Dann las ich die Ansprache, die Böll zur Eröffnung der Woche der Brüderlichkeit im März 1970 in Köln gehalten hatte. Und ich las sie mit Trauer.“
Heinrich Böll „war einer der Gründungsmitglieder der Kölnischen Gesellschaft für Christlich-Jüdische Zusammenarbeit“ in Köln und trat „1956 […] erstmals öffentlich als Redner anläßlich der ›Woche der Brüderlichkeit‹ in Erscheinung“. Mit seiner Rede von 1970 aber vollzog er einen Bruch – nicht mit dem Gedanken der Brüderlichkeit, sondern mit der Art, wie dessen jährlich gedacht wird. Er wendet sich gegen die abgenutzten Rituale der Veranstaltungen mit Festrednern, „möglichst solche mit Namen, möglichst solche, die aus dem Rahmen fallen und doch gleichzeitig durch ihren Namen eingerahmt sind. Es gibt da eine bewährte alte Garde, die bei jedem humanitären Anlaß ihren Namen herzugeben hat; Empörung und Zorn auf ihr humanitäres Tremolo beginnen abgeleiert zu klingen. […] Wir sind hier nicht eingesperrt, nur eingerahmt, und diese Einrahmung in Protokoll, Programm und Kleidung widerspricht eigentlich dem Gegenstand der Erörterung, der Brüderlichkeit, die wir einmal im Jahr vorzeigen wie ein Votivbild während der Pilgerwoche.“ Als immer noch Mitglied der Gesellschaft für Christlich-Jüdische Zusammenarbeit fühlt er sich mittelbar mitverantwortlich „für diesen Rahmen, von dem ich öffentlich, nicht heimlich, Abschied nehme, aus dem ich nicht herausfallen, sondern heraustreten möchte. Es ist kein Abschied von der Sache, kein Abschied von Personen, nur von diesem Rahmen.“ Und diese Sache wird in seiner Rede vielfach thematisiert. Er bezweifelt, ob es berechtigt ist der Opfer des vergangenen Völkermords zu gedenken, „wenn es uns nachweislich nicht gelingt, Völkern, die in unserer Gegenwart sterben, über jene Grenze hinaus beizustehen, die unserem karitativen Impuls durch innen- und außenpolitische Rücksichten gesetzt sind“. Über den Biafra-Krieg, der ihm bei diesem Satz vor Augen stand, und vielen weiteren allgegenwärtigen Verstößen gegen das Gebot der Brüderlichkeit, kommt Böll zu dem Schluss: „Ich erlaube mir […], mich im Jahre 1970 ausdrücklich, nachdrücklich und endgültig aus einem Rahmen zu entfernen, der auf diese Weise eine Woche der Brüderlichkeit eröffnet. Ich schlage vor, daß die Veranstalter in Zukunft auf Namen und Rahmen verzichten und hier einen Bundeswehrsoldaten, einen Bundeswehrdeserteur und einen Kriegsdienstverweigerer über Brüderlichkeit sprechen lassen. Diese drei, jeder auf seine Weise Vertreter einer verfemten Minderheit, können das besser als ich.“
Für Ebeling ist die Form von Bölls Ansprache „brillant, die Argumentation ist emotional, um nicht zu sagen fadenscheinig“, und dies, weil sie „den tieferen Sinn einer solchen Woche“ verkenne. Bölls Vorschlag, gesellschaftliche Minderheiten bei derartigen Veranstaltungen zu Wort kommen zu lassen, ist für ihn „eine dichterische Spielerei, ist absurd“. Er bekennt sich zu den Auftritten „nahmhafter Persönlichkeiten […], um die Aufmerksamkeit einer meist materiell engagierten Gesellschaft auf ethisch.religiöse Werte zu ziehen“. Für Ebeling ist die Woche der Brüderlichkeit „eine pädagogische Opportunität, unheuchlerisch das ethische Gesamtbewußtsein der Menschheit zu heben: dass der Mensch des Menschen Bruder ist oder sein sollte, dass uns alle unser Menschsein verbindet und verpflichtet. Und wenn ich dieses sage, brauche ich nicht stets zu betonen, dass es über nationale Begrenztheit, Wirklichkeit, möglicherweise Hässlichkeit hinausreicht. Irgendwie habe ich das Empfinden, dass Böll, von Formulierungen vielleicht abgesehen, im Wesentlichen hier völlig einverstanden ist. Wenn wir Verfehlungen und Selbstgefälligkeit korrigieren, dann bleibt doch nur das zeitüberdauernde Ideal menschlicher Brüderlichkeit. Der Sache bleibt Böll ja auch verbunden.“
Böll blieb der Sache verbunden, wie nicht zuletzt eine Veranstaltung zu seinem 100. Geburtstag zeigt, in der Form aber, wie die Woche der Brüderlichkeit auch 2019 noch begangen wird, dominiert weiterhin Ebelings Pragmatismus in der Tradition der amerikanischen Wurzeln der Veranstaltung. Zur zentralen Eröffnungsfeier der Woche der Brüderlichkeit 2019 im Staatstheater Nürnberg sprachen: „FRANK-WALTER STEINMEIER, Bundespräsident, DR. MARKUS SÖDER, MdL, Bayerischer Ministerpräsident, DR. ULRICH MALY, Oberbürgermeister der Stadt Nürnberg, RABBINER PROF. DR. ANDREAS NACHAMA, Jüdischer Präsident des Deutschen Koordinierungsrates“. Sawsan Chebli hielt eine Laudatio, Amelie Fried moderierte und die Staatsphilharmonie Nürnberg sorgte für die musikalische Untermalung. „Anschließend Empfang des Bayerischen Ministerpräsidenten und des Oberbürgermeisters der Stadt Nürnberg.“
Mitte 1979 brachte Ebelings alter Freund David Hyatt, der Präsident der NCCJ und des Internationalen Rats der Christen und Juden (ICCJ), ihn für die Geschäftsführung und Programmgestaltung des ICCJ ins Gespräch. Ebeling ist interessiert, aber Franz Freiherr von Hammerstein-Equord verhält sich für das ICCJ sehr reserviert gegenüber diesem Vorschlag. Knapp ein Jahr später starb Hermann Ebeling und wurde auf dem Friedhof in Dietzenbach beigesetzt. Willy Brandt würdigte ihn in einem Brief an Gretel Ebeling als einen Freund, „der mir in Gedanken ein lieber Weggefährte bleiben wird“.

## Werke
Im digitalen Bestand der Deutschen Nationalbibliothek (DNB) sind einige Artikel, die Ebeling für die Zeitschrift Das Andere Deutschland (La otra alemania) verfasst hat, abrufbar:
- Nazimethoden in Frankreich, in: La otra Alemania, Bd. 7, 15. Dezember 1945, Nr. 108, S. 7. (unter dem Pseudonym Harry Wilde)
- Neue amerikanische Deutschland-Literatur, in: La otra Alemania, Bd. 8, 1. August 1946, Nr. 123, S. 14. Besprechung von drei amerikanischen Büchern über Deutschland nach dem Ende des Zweiten Weltkriegs.
- In USA beginnt es zu dämmern, in: La otra Alemania, Bd. 8, 15. Juli 1946, Nr. 122, S. 3.
- Eine gefaehrliche Frau, in: La otra Alemania, Bd. 8, 15. August 1946, Nr. 124, S. 6. In dem Artikel geht es um das Schicksal von Martha Fuchs.
- Deutsche antifaschistische Kämpfer, in: La otra Alemania, Bd. 9, 1. April 1947, Nr. 139, S. 14.
- Deutsche antifaschistische Kämpfer, in: La otra Alemania, Bd. 9, 15. April 1947, Nr. 140, S. 11. Ebeling wendet sich gegen die Geringschätzung der Leistungen jener, die als Antifaschisten gegen Hitler gearbeitet haben. Der Artikel wendet sich am Beispiel eines Nachkriegsereignisses gegen die Gleichsetzung von Tätern und Opfern in der Betrachtung der Deutschen aus amerikanischer Sicht.

Weitere Publikationen von Hermann Ebeling:
- Herausgeber und Bearbeiter von Everett R. Clinchy: Handbuch für menschliche Beziehungen, Christian Verlag, Bad Nauheim, 1951. Das Buch trug im Original den Titel A handbook on human relations und war 1949 in New York bei Farrar, Straus & Co. erschienen. Auch von der deutschen Fassung gab es mehrere Auflagen.
- Human Relations in Deutschlands, Christian Verlag, Bad Nauheim, 1954. Der DNB-Katalog stellt hier einen Bezug zu einem anderen Clinchy-Titel her: Besser leben durch Zusammenarbeit. Welcher Original-Titel dem zugrunde lag, ist unklar.
- Das Problem der deutschen Mischlingskinder. Zur zweiten Konferenz der World Brotherhood über das Schicksal der farbigen Mischlingskinder in Deutschland am 4. und 5. Dezember 1953 in Frankfurt am Main, Vereinigung für Brüderliche Verständigung, Frankfurt am Main, 1954.
- Kennst Du Deine Rechte? Menschenrecht und Brüderlichkeit, geschichtliche Entwicklung bis zur Gegenwart, Christian Verlag, Bad Nauheim, 1956.